# Cova del Lagrimal
La cova del Lagrimal està situada a la Serra de Salines, entre Villena (Alt Vinalopó, País Valencià) i Iecla (Altiplà, Múrcia). S'han trobat en ella restes des del Mesolític fins a l'edat mitjana. Té uns quinze metres de boca, vint-i-huit de profunditat i cinc d'altura. S'obri en un escarpat vertical de més de vint metres. Un plànol normal a la línia divisòria deixaria la zona de la boca al terme de Iecla i l'interior, al de Villena.
Es van realitzar en ella dues campanyes d'excavació, una a la fi de 1955 i una altra al juliol de 1956, que van posar de manifest quatre nivells clarament estratificats:
- Nivell IV: Mesolític, conté microburins, escassos micròlits geomètrics, abundants lamel·les de vora rebaixada i petxines perforades.[1]
- Nivell III: Neolític de coves sense ceràmica cardial. Conté fulletes de vora abatuda, un major índex geomètric, braçalets de petxina, abundant ceràmica llisa i quatre fragments adornats amb línies finament incises.
- Nivell II: Eneolític, disminueix l'índex de fulletes de vora abatuda i segueix augmentant el de micròlits, però hi ha ja quatre puntes de fletxa bifacials, destrals polides, braçalets de petxina, ceràmiques llises, trossos d'un colador o formatgera, cinc fragments amb adorn acanalat i dos punxons de coure, un d'ells amb el seu mànec d'asta. Es tracta de l'últim nivell d'ocupació de cova pels habitants prehistòrics.
- Nivell I: modern, gran quantitat de restes medievals.